# Guichenotia apetala
Guichenotia apetala là một loài thực vật có hoa trong họ Cẩm quỳ. Loài này được A.S.George mô tả khoa học đầu tiên năm 1967.